# Louis Perrier (théologien)
Pour les articles homonymes, voir Louis Perrier et Perrier.
Louis Perrier, né le 16 novembre 1875, à Nîmes, et mort le 26 février 1953 à Montpellier, est un médecin, spéléologue et théologien français. Il est professeur à la faculté de théologie protestante de Montauban et de Montpellier (1907-1945).

## Biographie
Son père, Odilon Perrier, est ingénieur de l'école centrale de Paris, sa mère est Albertine Jalaguier. Louis Perrier fait ses études secondaires au lycée de Nîmes, puis il obtient une licence de sciences à l'université de Montpellier, où il suit les cours d'Armand Sabatier, qu'il retrouvera lors de ses études de médecine. Il s'oriente ensuite vers la théologie et s'inscrit à la faculté de théologie protestante de Montauban, où il soutient, en 1903, une thèse pour le grade de bachelier en théologie, intitulée « Les obsessions dans la vie religieuse », qu'il publie sous forme d'ouvrage en 1905. Il manifeste dans cette étude son intérêt pour la psychopathologie et y fait référence aux travaux de Pierre Janet. Plus largement, il se montre favorable à une démarche scientifique qui est, pour lui, compatible avec la théologie. Il poursuit ses études à la faculté de médecine de Montpellier de 1903 à 1907, date à laquelle il obtient son doctorat de médecine en soutenant une thèse intitulée « Les obsessions dans les psychonévroses ». Il fait ses stages pratiques à l'hôpital de La Grave de Toulouse, à Metz ainsi qu'aux sources thermales d’Euzet-Les-Bains, dans le Gard, dirigées par son oncle, Louis Eugène Perrier, futur créateur de la source Perrier de Vergèze. 
Il est nommé dès la fin de ses études de médecine professeur de  philosophie des sciences à la faculté de théologie protestante de Montauban, en 1907, succédant à ce poste à Franz Leenhardt,. Il donne aux futurs pasteurs des notions de base en astrophysique et en sciences naturelles. Il s'intéresse également à l'origine du sentiment religieux, au sentiment religieux des hommes préhistoriques en s'appuyant sur les découvertes archéologiques et connaissances anthropologiques. D'autres études où il manifeste son intérêt pour l'éducation des enfants, lui permettent des réflexions sur l'inné et l'acquis, et sur les différentes conceptions éducatives, autoritaires ou nouvelles, le poussant à souhaiter une synthèse car selon lui, « l’enfant n’est pas naturellement bon » et l'éducation doit donc le « conduire et diriger […] vers un but précis et clair ». Dans un texte publié dans les années 1940, il évoque à nouveau des questions relatives à l'éducation. En s'appuyant sur les théorisations d'Henri Poincaré, il prône un enseignement qui ne soit pas « mnémonique » mais « expérimental ». Il reprend l'image de Poincaré qui compare la science à la construction d'une maison, soulignant la nécessité de se soucier du mortier et du plan pour construire. Perrier prône à son tour une méthode éducative d’« observation qui va du connu à l’inconnu, compare les faits voisins, les rapports qui les lient, remontant ainsi des choses concrètes aux idées abstraites et provoquant des expériences qui en élargissent les résultats ». 
En 1945, il conçoit un test psychologique, « L’oiseau, réactif psychologique de l’enfant » grâce auquel il peut décrire les profils psychologiques de catégories d'enfants qu'il a observés, en fonction de leurs réactions face à des oiseaux pris dans la neige. Toujours à propos des oiseaux, il suggère d'encourager l'émerveillement des enfants devant leurs capacités à construire des nids, tout en les amenant à discerner attentivement les matériaux, la diversité des constructions et des méthodes de fabrication, dans une démarche scientifique expérimentale.
Durant la Première Guerre mondiale, de 1914 à 1918, Louis Perrier est mobilisé comme médecin et aumônier militaire. Il enseigne ensuite à la faculté de théologie protestante de Montpellier lorsque la faculté de Montauban est transférée dans cette ville, en 1919, jusqu'à sa retraite académique en 1944.

## Activités scientifiques et engagements institutionnels
Il est spéléologue amateur et publie plusieurs ouvrages, en 1875 un ouvrage intitulé La chaîne cévenole du Mont Liron : sa géographie, sa biologie, son histoire, ou articles : Les cavernicoles des grottes du Tarn-et-Garonne (1942). 
Il ouvre une consultation bénévole de médecine au foyer protestant de Montpellier, dans les années 1920.
Il est membre de l'Académie des sciences et lettres de Montpellier, et préside la section sciences en 1936. Il prononce 24 conférences dans ce cadre. Il est vice-président du Club cévenol, une plaque d'hommage en souvenir de Louis Perrier et de Max Nègre, ingénieur des eaux et forêts qui s'est attaché au reboisement des Cévennes, est déposée au col de l'Asclier en 1994. Il reçoit également la grande médaille d’argent du Club cévenol lors du 48e congrès d’Anduze.

## Hommages et distinctions
- 1938 : docteur honoris causa de la faculté de théologie protestante de Debrecen[2]
- 1931 : membre de l’Académie des sciences et lettres de Montpellier[17]
- La rue du Dr Louis Perrier à Montpellier lui rend hommage.

## Publications
- (Thèse de baccalauréat) Les obsessions dans les psychonévroses : étude psycho-clinique, Montpellier, A. Dupuy, 1907, 139 p.
- Le sentiment religieux a-t-il une origine pathologique, Paris, Fischbacher, 1912, 62 p.
- L'école religieuse du dimanche complément de l'école laïque
- La Préhistoire de la Palestine et la Bible
- Les Cévennes Huguenotes et la faculté libre de théologie protestante de Montpellier, Montpellier, impr. de Roumégous et Déhan, (s. d. ? 1919), 55 p.
- Igues et Avens du Tarn-et-Garonne, Montauban, Impr. et Lith. Georges Forestié, 1920, 39 p.
- « La Statue-Menhir de Brassac », Montauban, Impr. Georges Forestié, 1921, 8 p.
- Franz Leenhardt, naturaliste et théologien, Paris, Fischbacher, 1924, 60 p.
- « Les menhirs-statues du Gard, leur comparaison avec ceux des régions voisines », Montpellier, Société cévenole, 1927, 36 p.
- Le Canon inférieur de l'Aveyron, ses sites pittoresques, ses curiosités archéologiques, Montauban, P. Masson, 1927, 24 p.
- (Avec Valdo Durrleman) Histoire de la Société des amis des indigènes et des missions de la Faculté de théologie de Montauban-Montpellier, 1934
- Finalité et biologie : leçon d'ouverture de la Faculté libre de théologie protestante de Montpellier, 1937.
- « Une aurore boréale à Montpellier (en 1938) », Montpellier, Impr. de la Presse, (s. d.), 7 p.
- La chaîne cévenole du Mont Liron sa géographie sa biologie son histoire, Millau, Impr. Artières et Maury, 1939, 43 p.
- Le chrétien en face de la maladie et de la mort, Valence-sur-Rhône, Imprimeries réunies, 1940.
- En Camargue avec le « Club cévenol » (dessins de Van Oost),  Millau, Imprimerie Artières & Maury, 1940